# Orquesta Akokán
Orquesta Akokán est un big band de musique cubaine fondé à New York en 2017. 

## Description
Le groupe a été fondé par le chanteur José « Pépito » Gomez. Akokán signifie « du fond du coeur » en yoruba. Le groupe rend notamment hommage au mambo, musique très populaire à Cuba dans les années 1940 et 1950.
Il sort un premier album éponyme sorti en 2018 sur les labels Daptone Records et Chucho. L'album a été enregistré aux studios Areito à La Havane et produit par Jacob Plasse. Dans les musiciens, on retrouve notamment le pianiste Mike Eckroth,,,,,,,. Il est nommé aux Grammy Awards dans la catégorie Meilleur Album Latino Tropical en 2019. 

## Discographie

### Albums studio
- 2018 : Orquesta Akokán (Daptone Records)
- 2021 : 16 Rayos (Daptone Records)
- 2024 : Caracoles (Daptone Records)